# Palacio de los Águila (Ávila)
El Palacio de los Águila, también de Don Miguel de Águila o de la Duquesa de Valencia, es un edificio de la ciudad española de Ávila. Cuenta con el estatus de bien de interés cultural.

## Descripción
El Palacio de los Águila, o de Miguel de Águila, está ubicado en la ciudad de Ávila, capital de la provincia homónima, en Castilla y León. El edificio, cuya construcción se remontaría al siglo XVI, se encuentra intramuros. El palacio habría sido uno de los escenarios de la obra del escritor argentino Enrique Larreta titulada La gloria de Don Ramiro. Fue declarado monumento histórico artístico de carácter nacional 16 de octubre de 1969, mediante un decreto publicado en el Boletín Oficial del Estado el 17 de noviembre de ese mismo año con la rúbrica del dictador Francisco Franco y el ministro de Educación y Ciencia José Luis Villar Palasí. Ya desde 1998 se empezó a especular con la posibilidad de usar el inmueble como subsede del Museo del Prado. Más adelante en 2018 se planteó como un espacio destinado para el Museo de Ávila, sin dejar de considerar la opción de exponer obras del museo madrileño.
En la actualidad está catalogado como Bien de Interés Cultural, con la categoría de monumento, habiendo sido delimitado el entorno de protección el 29 de agosto de 1991, mediante decreto publicado en el Boletín Oficial del Estado el 31 de octubre de ese mismo año. También se lo conoce con el nombre de «palacio de Don Miguel del Águila» o «de la duquesa de Valencia».